# Aboubakar Kamara
Aboubakar Kamara (Gonesse, Isla de Francia, Francia, 7 de marzo de 1995) es un futbolista mauritano que juega de delantero en el Kanchanaburi Power F. C. de la Liga de Tailandia.

## Trayectoria
Kamara debutó en la Ligue 1 con el A. S. Monaco F. C. el 12 de septiembre de 2014 contra el Olympique de Lyon en la derrota de visita por 2-1. En julio de 2015 firmó un contrato de tres años con el K. V. Cortrique de la Pro League de Bélgica.

### Fulham
El 31 de julio de 2017 fichó por el Fulham F. C. por cuatro años.

### Yeni Malatyaspor
En enero de 2019 fue cedido al Yeni Malatyaspor hasta final de temporada.

## Vida personal
Kamara nació en Francia y es descendiente de mauritanos, lo que le permite ser internacional con la selección del país africano. 

## Estadísticas
Actualizado a la temporada 2024-25.
| Club                               | Div.          | Temporada     | Liga  | Liga  | Copas nacionales | Copas nacionales | Copas internacionales | Copas internacionales | Total | Total |
| Club                               | Div.          | Temporada     | Part. | Goles | Part.            | Goles            | Part.                 | Goles                 | Part. | Goles |
| ---------------------------------- | ------------- | ------------- | ----- | ----- | ---------------- | ---------------- | --------------------- | --------------------- | ----- | ----- |
| A. S. Monaco F. C. "II" Francia    | 4.ª           | 2013-14       | 5     | 0     | —                | —                | —                     | —                     | 5     | 0     |
| A. S. Monaco F. C. "II" Francia    | 4.ª           | 2014-15       | 21    | 15    | —                | —                | —                     | —                     | 21    | 15    |
| A. S. Monaco F. C. "II" Francia    | Total club    | Total club    | 26    | 15    | 0                | 0                | 0                     | 0                     | 26    | 15    |
| A. S. Monaco F. C. Francia         | 1.ª           | 2014-15       | 2     | 0     | 0                | 0                | 0                     | 0                     | 2     | 0     |
| A. S. Monaco F. C. Francia         | Total club    | Total club    | 2     | 0     | 0                | 0                | 0                     | 0                     | 2     | 0     |
| K. V. Kortrijk · Bélgica           | 1.ª           | 2015-16       | 12    | 0     | 0                | 0                | —                     | —                     | 12    | 0     |
| K. V. Kortrijk · Bélgica           | Total club    | Total club    | 12    | 0     | 0                | 0                | 0                     | 0                     | 12    | 0     |
| Amiens S. C. Francia               | 3.ª           | 2015-16       | 16    | 5     | —                | —                | —                     | —                     | 16    | 5     |
| Amiens S. C. Francia               | 2.ª           | 2016-17       | 29    | 10    | 1                | 0                | —                     | —                     | 30    | 10    |
| Amiens S. C. Francia               | Total club    | Total club    | 45    | 15    | 1                | 0                | 0                     | 0                     | 46    | 15    |
| Amiens S. C. "II" Francia          | 5.ª           | 2016-17       | 1     | 0     | —                | —                | —                     | —                     | 1     | 0     |
| Amiens S. C. "II" Francia          | Total club    | Total club    | 1     | 0     | 0                | 0                | 0                     | 0                     | 1     | 0     |
| Fulham F. C. Inglaterra            | 2.ª           | 2017-18       | 32    | 7     | 3                | 0                | —                     | —                     | 35    | 7     |
| Fulham F. C. Inglaterra            | 1.ª           | 2018-19       | 13    | 3     | 2                | 2                | —                     | —                     | 15    | 5     |
| Yeni Malatyaspor Turquía           | 1.ª           | 2018-19       | 10    | 1     | 3                | 0                | —                     | —                     | 13    | 1     |
| Yeni Malatyaspor Turquía           | Total club    | Total club    | 10    | 1     | 3                | 0                | 0                     | 0                     | 13    | 1     |
| Fulham F. C. Inglaterra            | 2.ª           | 2019-20       | 28    | 4     | 1                | 0                | —                     | —                     | 29    | 4     |
| Fulham F. C. Inglaterra            | 1.ª           | 2020-21       | 11    | 0     | 3                | 1                | —                     | —                     | 14    | 1     |
| Dijon F. C. O. Francia             | 1.ª           | 2020-21       | 10    | 1     | 1                | 0                | —                     | —                     | 11    | 1     |
| Dijon F. C. O. Francia             | Total club    | Total club    | 10    | 1     | 1                | 0                | 0                     | 0                     | 11    | 1     |
| Fulham F. C. Inglaterra            | 2.ª           | 2021-22       | 1     | 0     | ―                | ―                | ―                     | ―                     | 1     | 0     |
| Fulham F. C. Inglaterra            | Total club    | Total club    | 85    | 14    | 9                | 3                | 0                     | 0                     | 94    | 17    |
| Aris Salónica F. C. · Grecia       | 1.ª           | 2021-22       | 32    | 8     | 3                | 2                | ―                     | ―                     | 35    | 10    |
| Olympiacos F. C. · Grecia          | 1.ª           | 2022-23       | 1     | 0     | 0                | 0                | 5                     | 0                     | 6     | 0     |
| Olympiacos F. C. · Grecia          | Total club    | Total club    | 1     | 0     | 0                | 0                | 5                     | 0                     | 6     | 0     |
| Aris Salónica F. C. · Grecia       | 1.ª           | 2022-23       | 14    | 4     | 2                | 0                | ―                     | ―                     | 16    | 4     |
| Aris Salónica F. C. · Grecia       | Total club    | Total club    | 46    | 12    | 5                | 2                | 0                     | 0                     | 51    | 14    |
| Al-Jazira S. C. · EAU              | 1.ª           | 2023-24       | 10    | 3     | 1                | 0                | ―                     | ―                     | 11    | 3     |
| Al-Jazira S. C. · EAU              | Total club    | Total club    | 10    | 3     | 1                | 0                | 0                     | 0                     | 11    | 3     |
| Sepahan S. C. Irán                 | 1.ª           | 2024-25       | 15    | 1     | 3                | 0                | 5                     | 2                     | 23    | 3     |
| Sepahan S. C. Irán                 | Total club    | Total club    | 15    | 1     | 3                | 0                | 5                     | 2                     | 23    | 3     |
| Kanchanaburi Power F. C. Tailandia | 1.ª           | 2025-26       | 0     | 0     | 0                | 0                | ―                     | ―                     | 0     | 0     |
| Kanchanaburi Power F. C. Tailandia | Total club    | Total club    | 0     | 0     | 0                | 0                | 0                     | 0                     | 0     | 0     |
| Total carrera                      | Total carrera | Total carrera | 263   | 62    | 23               | 5                | 10                    | 2                     | 296   | 69    |

## Palmarés

### Títulos nacionales
| Título            | Club          | País | Año  |
| ----------------- | ------------- | ---- | ---- |
| Supercopa de Irán | Sepahan S. C. | Irán | 2024 |